# Ameiva parecis
Ameiva parecis là một loài thằn lằn trong họ Teiidae. Loài này được Colli, Costa, Garda, Kopp, Mesquita, Péres, Valdujo, Vieira & Wiederhecker mô tả khoa học đầu tiên năm 2003.